# 이하술
이하술(李河述, 1701년 ~ 1777년)은 조선 후기의 문신으로 본관은 전주, 휘는 하술(河述), 자는 효백(孝伯)이다. 종실 금평군 이제의 손자이며, 아버지는 증 참판(參判) 이덕소(李德紹)이고, 어머니는 한직(韓稷)의 딸로 정부인 청주한씨(貞夫人 淸州韓氏)이다. 생부는 증 참판(參判) 이흥소(李興紹)이다.
부인은 구문철(具文澈)의 딸로 정부인 능성구씨(貞夫人 綾城具氏, 1702년-1768년)이다.

## 생애
증 참판 흥소의 장남으로 1701년(숙종 27) 12월 20일 탄생하여 기유(己酉) 1729년(영조 5) 식년시(式年試) 을과(乙科) 2위(5/41)에 급제하였다. 1731년(영조 7) 가주서(假注書)를 역임하고, 승문부정자(承文副正字), 실록겸춘추(實錄兼春秋)를 역임하였다.
1732년(영조 8) 승문원저작(承文院著作), 승문박사(承文博士), 전적(典籍)을 역임하고, 이해 10월 13일 병조좌랑(兵曹佐郞)에 제수되었다가 경성판관(鏡城判官)에 제수되었다.
1733년(영조 9) 경성판관을 하직하고, 1734년(영조 10) 성균관직강(成均館直講)에 제수되었다.
1735년(영조 11) 병조정랑(兵曹正郞)제수되고, 예비겸춘추(預備兼春秋)를 겸직하고, 이해 10월 16일 사예(司藝)에 제수되었다.
1736년(영조 12) 평안도사(平安都事) 겸춘추(兼春秋)에 제수되었다가 1738년(영조 14) 강원도사(江原都事)에 제수되었다.
1740년(영조 16) 사헌부 지평(持平)에 제수되고, 장령(掌令), 부사과(副司果)을 거쳐 문사낭청(問事郞廳)에 제수되었다.
1745년(영조 21) 무안현감(務安縣監)을 역임하고, 1747년(영조 23) 다시 장령(掌令), 부호군(副護軍)에 제수되었다가 이해 5월 20일 선농단(先農壇) 섭행제(攝行祭) 때 단하집례부사과(壇下執禮副司果)로 봉무하고, 다시 장령(掌令)으로 제수되었다.
1748년(영조 24) 장악정(掌樂正)을 거쳐 1750년(영조 26) 다시 장령(掌令)에 제수되고, 1753년(영조 29) 봉상정(奉常正)을 거쳐 이해 5월 21일 북청부사(北靑府使)에 제수되었다.
1754년(영조 30) 다시 장령(掌令), 부호군(副護軍)을 거쳐 군자정(軍資正)에 제수되었다.
1755년(영조 31) 평안도사(平安都事) 겸춘추(兼春秋)가 되고, 1758년(영조 34) 우통례(右通禮)에 제수되고, 순천부사(順天府使)를 역임하였다.
1761년(영조 37) 집의(執義)을 거쳐 1762년(영조 38) 개성경력(開城經歷)에 제수되었다가 1763년(영조 39) 북청부사(北靑府使)에 제수되었다.
1765년(영조 41) 부사과(副司果)을 거쳐 온성부사(穩城府使)에 제수되고, 통훈대부(通訓大夫)에 승진되어 사간(司諫)에 제수되었다가 종성부사(鍾城府使)에 제수되었다.
1766년(영조 42) 부사직(副司直)을 거쳐 1767년(영조 43) 동부승지(同副承旨)를 역임하고, 우부승지(右副承旨)에 제수되었다.
1768년(영조 44) 병조참의(兵曹參議)를 거쳐 참지(參知)을 역임하고, 동부승지(同副承旨)에 제수되었다가 김해부사(金海府使)에 제수되었다.
1770년(영조 46) 첨지(僉知)에 거쳐 1771년(영조 47) 다시 부사직(副司直)을 역임하고 1772년(영조 48) 경복궁(景福宮)에서 기로문과 거동 입시(耆老文科擧動入侍) 때 대독관 행부사직(對讀官行副司直)으로 입시하였다.
1774년(영조 50) 행사직(行司直)을 거쳐 부사직(副司直)에 제수되고, 동의금(同義禁)에 제수되었다.
1775년(영조 51) 동지중추부사(同知中樞府事)을 거쳐 1776년(정조 즉위년) 다시 부사직(副司直)을 거쳐 다시 동지중추부사(同知中樞府事)에 제수되었다.
1777년(정조 1) 9월 27일 향년 76세로 별세하여 장단군 진동면 동자원 손좌(巽坐)로 장사지냈다. 1783년(정조 7) 효행으로 예조판서(禮曹判書)에 증직되었다.
부인 정부인 능성구씨(貞夫人 綾城具氏)의 묘소는 파주시 탄현면 대릉1리 산 85번지 호명산에 있다.